# 盘夫索夫
盘夫索夫，越剧古装剧，故事源自《十美图》。

## 剧情简介
因曾荣之父受严嵩陷害，曾荣逃亡在外，被严党鄢茂卿收为义子，之后与严嵩之女严兰贞结婚。曾荣到严府祝寿，为寻严嵩罪证，不料被发现，后躲入严党赵文华之女赵婉贞书楼。严兰贞不见曾荣，来娘家寻夫。

## 演出
越剧男班时期，费翠棠等即演出《十美图》。女子越剧时期亦常演出。之后，上海越剧院根据姚水娟演出本重新改编为《盘夫索夫》。1954年，浙江越剧团也整理改编了此剧。

## 影视
- 越剧电视剧《盘夫索夫》，上海电视台，1981年
- 越剧电影《盘夫索夫》，张明惠、赵志刚主演，2009年拍摄。[2][3][4]